# Kostel svatého Petra (Jaffa)
Kostel svatého Petra apoštola v Jaffě je kostel římskokatolické církve při klášteře františkánů v Izraeli ve městě Tel Aviv, v části Jaffa (ve čtvrti Stará Jaffa). Stavební komplex stojí nad mořem na náměstí Kedumim, obklopeném zbytky zdí středověké pevnosti a pozdější citadely.

## Historie
Biblická tradice spojuje s přístavem a pobřežím kolem Jaffy různé biblické děje, počínaje dopravou libanonských cedrů pro Šalamounův chrám, plavbu proroka Jonáše a jeho vyvržení z velryby, přes Noemova syna Jáfata, po němž mělo být město pojmenováno, až po skutky apoštolů. Dvěma skutky se zde a v Césareji zapsal do dějin apoštol Petr, když navštívil zdejší komunitu židů věřících v Ježíše Krista a setkal se s nevěřícím Římanem. Proto mu zde byly postaveny dva kostely, oba dosud stojící.  
- Pravoslavný chrám sv. Petra a Tabity se váže k zázraku, jímž apoštol Petr vzkřísil z mrtvých zbožnou ženu jménem Tabita.[1]
- Římskokatolický kostel při klášteře františkánů je zasvěcen podle vidění svatého Petra, které po vzkříšení Tabity následovalo v Césareji a je popsáno[2] takto: V Jaffě svatý Petr bydlel u koželuha Šimona a při modlitbě měl vizi: zjevila se mu z nebe spuštěná plachta, plná čtvernožců, plazů a ptáků, jež považoval za nečisté tvory, ale Bůh jeho názor opravil. Poté se vydal do Cesareje, kde přijal do Církve spravedlivého a bohabojného setníka Kornélia, i když ten byl v očích Židů také považován za nečistého (Skutky 10.17.-48.).[3]

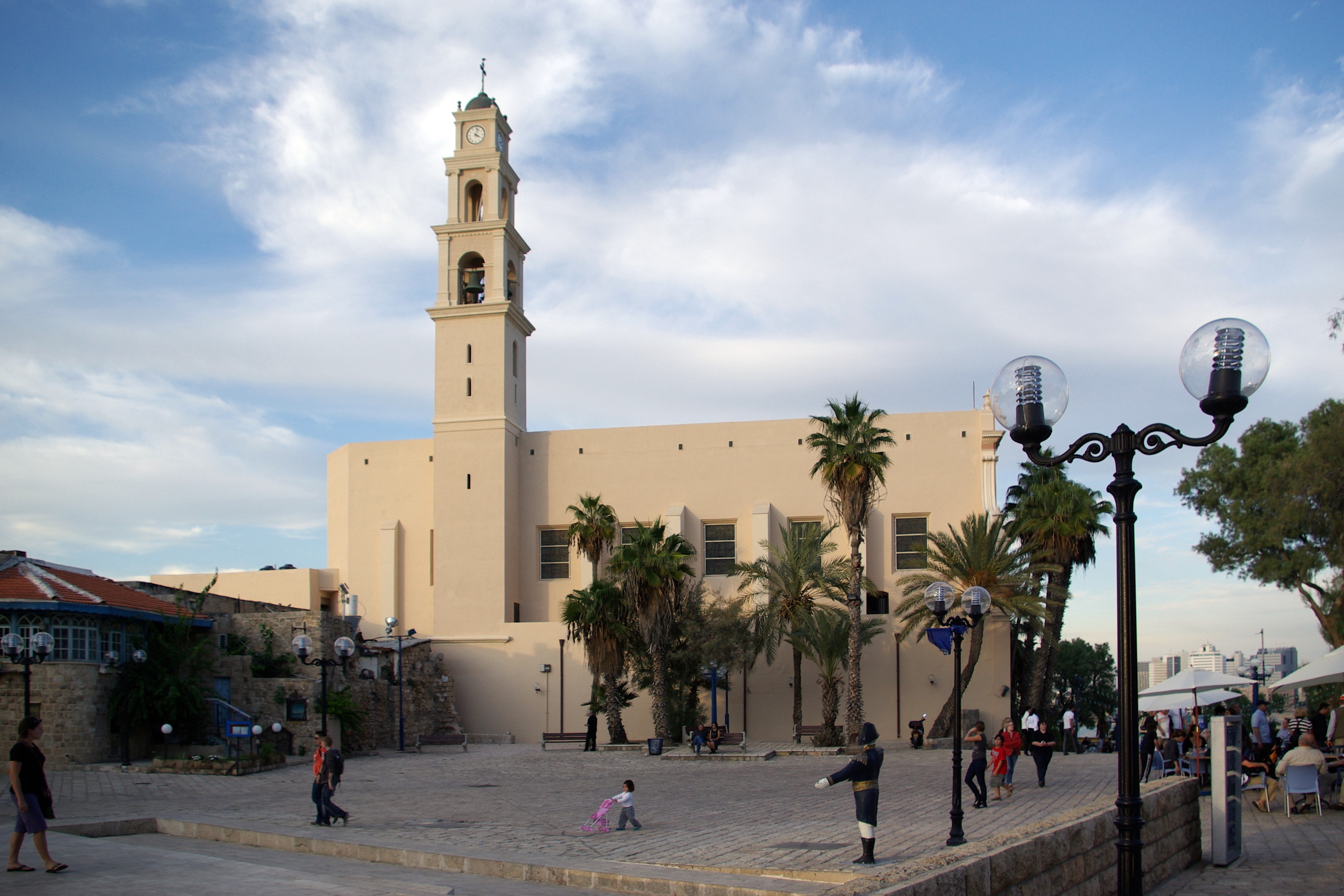
Kostel v pohledu od jihu

Tento kostel, zasvěcený Vidění svatého Petra byl postaven na místě kaple, která již od šesté křížové výpravy patřila k pevnosti římského císaře Fridricha Barbarossy a kolem roku 1251 francouzskému králi Ludvíkovi IX. Svatému. Ludvík přivedl do města bratry řádu minoritů (později reformované na františkány). Proto Ludvíkova socha stojí uvnitř klášterního ambitu. Od roku 1654 provozovali františkáni v Jaffě hospic, v němž přijímali rostoucí počet poutníků, připlouvajících do přístavu na cestě do Jeruzaléma. Barokní kostel byl osmanskými Turky dvakrát pobořen a opět dostavěn. Španělé jej znovu postavili v letech 1888–1894.

## Popis

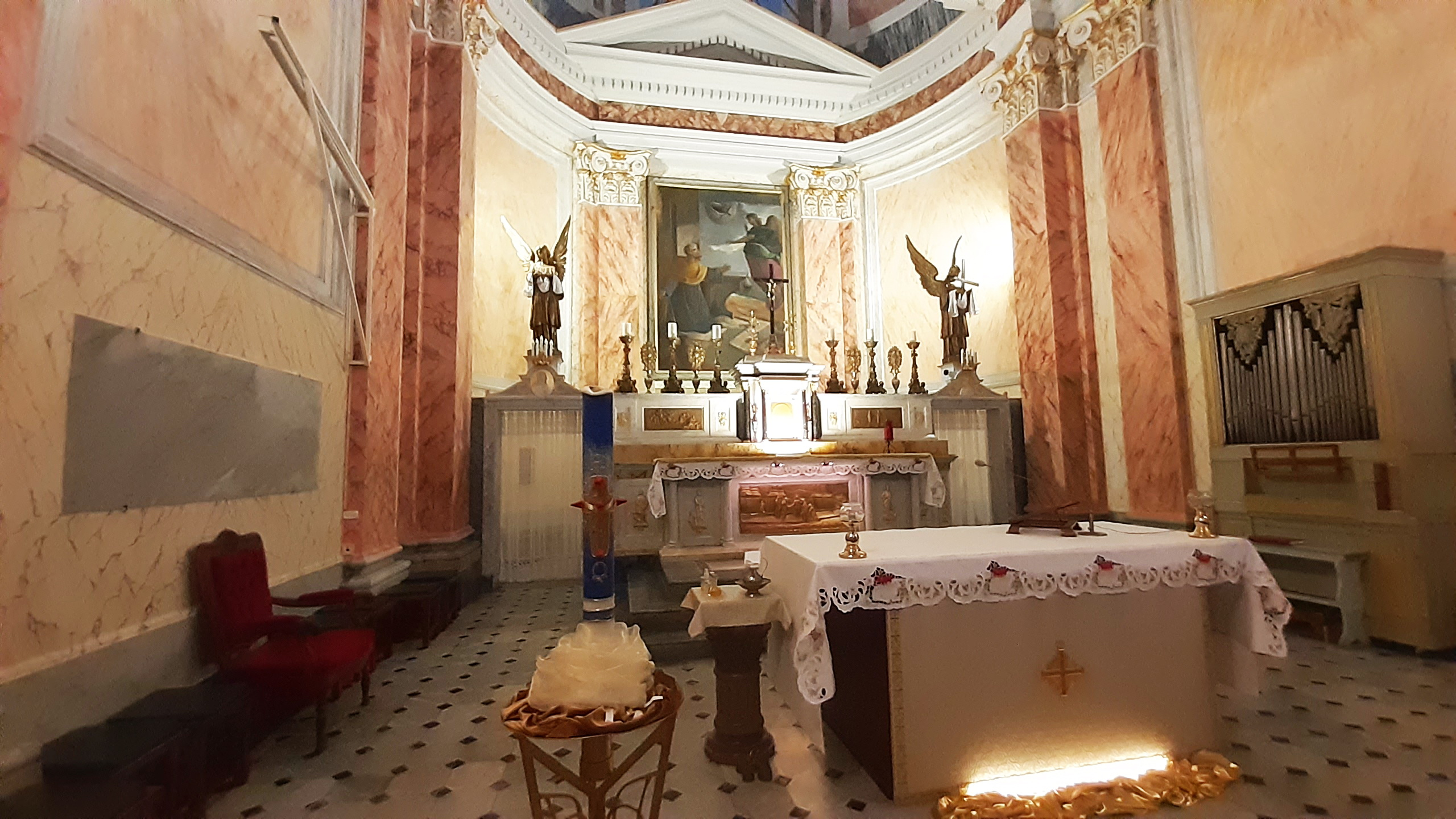
Hlavní oltář

Kostel je monumentální trojlodní novobarokní bazilika, s trojosým průčelím, završeným volutovým štítem a s vysokou, samostatně stojící věží. Z barokní stavby je zachováno jen průčelí a interiér. 
Chrámová věž tvoří hlavní jižní dominantu městské čtvrti Stará Jaffa, zatímco severní dominantou je hodinová věž. Klášterní ambit přiléhá ke kostelu ze severu.
Hlavní oltář je zasvěcen zázraku sv. Petra: oltářní obraz katalánského malíře Talarna představuje svatého Petra, k němuž přilétá anděl. Postranní oltáře jsou zasvěceny sv. Antonínovi a archandělu Michaelovi.
Barevné vitráže do oken dodala firma F. X. Zettlera z Mnichova. Dřevěná kazatelna je vyřezávaná do tvaru ovocného stromu.